# قسم غوآور الريفي (مقاطعة غيلانغرب)
قسم غوآور الريفي (بالفارسية: دهستان گوآور) هي منطقة سكنية تقع في Govar District في إيران. يقدر عدد سكانها بـ 8,699 نسمة .